# ラブ & ドラッグ
『ラブ & ドラッグ』（原題: Love and Other Drugs）は、2010年のアメリカのロマンティック・コメディ映画。ジェイミー・レイディのノンフィクション『涙と笑いの奮闘記 全米セールスNo.1に輝いた〈バイアグラ〉セールスマン』を原作としている。

## ストーリー
火遊びが過ぎて仕事をクビになったジェイミーは、医薬品大手のファイザー製薬(Pfizer)で営業マンの職を得た。得意の話術で大病院に攻勢をかける彼だったが、強力なライバルのせいでなかなか結果を出せない。そんなとき、彼は若年性パーキンソン病を患う女性マギーと知り合う。持病のため恋愛関係を避ける彼女と、体だけという約束で交際を始めるジェイミー。やがて新薬バイアグラを扱い始めた彼はトップセールスマンとなっていくが･･･。

## キャスト
| 役名                       | 俳優                   | 日本語吹替 |
| -------------------------- | ---------------------- | ---------- |
| ジェイミー・ランドール     | ジェイク・ジレンホール | 浪川大輔   |
| マギー・マードック         | アン・ハサウェイ       | 小松由佳   |
| ブルース・ジャクソン       | オリヴァー・プラット   | 後藤哲夫   |
| スタン・ナイト医師         | ハンク・アザリア       | 谷口節     |
| ジョシュ・ランドール       | ジョシュ・ギャッド     | 石上裕一   |
| トレイ・ハニガン           | ガブリエル・マクト     | 川島得愛   |
| シンディ                   | ジュディ・グリア       |            |
| ジェームズ・ランドール博士 | ジョージ・シーガル     | 佐々木敏   |
| ナンシー・ランドール       | ジル・クレイバーグ     | 堀越真己   |
| リサ（キャシー）           | キャサリン・ウィニック |            |

## 登場人物
ジェイミー・ランドール
冒頭で家電販売店をクビになりファイザー製薬の営業マンになる。オハイオ州の病院でゾロフト(抗うつ薬)とジスロマックの販売担当。大学の医学部を中退している。前職で鍛えられた営業トークが売りだが単なる口達者ではなく、相手の心理を考慮したりある程度の反応を予想した上で会話をしている。また周りから「色気がある」と評され、ナンパ術にも長けており仕事で知り合う女性たちへの扱い方もお手の物。本人によると注意欠陥障害(発達障害の一種)を持ち自己中心的な性格を自認しており、「注意散漫な放蕩息子」と自称している。
マギー・マードック
26歳。若年性パーキンソン病を患い、ステージ1の比較的軽度な状態とされる。パーキンソン病では若い患者が少ないため、半年間他の病院で別の疾患と診断されてきた。快活な性格で男とのセックスに積極的ないわゆる“肉食女子”だが、過去の恋愛で失敗したせいで現在は深入りせず気軽な男女関係に留めている。バスの引率者のような仕事をしており、遠くまで薬を買いに行くお年寄りたちに付き添っている。趣味は、写真を撮ることで親しい人や風景などを撮っている。ナイト医師が働く病院に薬をもらいに行った所ジェイミーに出会い、異性として親しくなる。
ブルース・ジャクソン
ファイザーの営業社員でジェイミーの指導係。病院の医師に自社製品を売り込むことになったジェイミーに、先輩として仕事上の決まりごとやライバル社員のことなど色々とアドバイスする。単身赴任中らしく、いつか昇進して家族がいるシカゴに戻ることを願っている。ジェイミーにゾロフトを多く売るよう指示し、後日ファイザーが発売するバイアグラ(ED治療薬)の販売にも力を入れ始める。
スタン・ナイト医師
地元で評判の診断専門医で医師会のトップ。作中の病院でどの製薬会社の薬を使うかという決定権を任されている模様。トレイが働く製薬会社の抗うつ剤(プロザック)を患者に勧めている。自身と親しくなるきっかけを得ようとするジェイミーから、「医者のニーズに応えるための指導を仰ぎたい」とインターン医師として病院に潜り込むことを1,000ドルで頼まれて渋々許可する。
ジョシュ・ランドール
ジェイミーの弟。冒頭で失業したジェイミーに、知人が役員をやるファイザー製薬会社を紹介する。若くしてメディカルソフト制作会社社長をしている様子で、自社株3,500万ドルを売り上げるなど裕福な状態。がさつな性格で空気を読まず余計な一言を言ってしまうことがある。フラーという妻がいるが破局しそうになりジェイミー宅に転がり込み、新しい女性との出会いを求める。
トレイ・ハニガン
ジェイミーとは別の製薬会社の営業社員で、プロザックの売上では国内トップ10に入る。ナイトとは親友。ブルースからライバル視されているが、その営業手腕は認められている。医大卒かは不明だがそれなりに医学の知識がある。元海兵隊。仕事に真面目な性格だが、怒ると手荒い言動をすることがある。
シンディ
ナイトが働く病院の事務職員。男に対するガードが緩いタイプで、病院に薬の売り込みに来たジェイミーの口車に乗って心と体を許し、患者マギーの電話番号を教えてしまう。
ジェームズ・ランドール博士
ジェイミーやジョシュの父。医大の教授。ジェイミーには医者になってもらいたかったが夢叶わず。
ナンシー・ランドール
ジェイミーやジョシュの母で、他にも娘が2人いる。料理やデザートを作るのが得意。穏やかな性格でケンカが嫌い。
リサ（キャシー）
製薬会社の営業社員。リサはジェイミーがナンパ目的で勝手に付けた名前。医者の妻になる玉の輿婚を狙っており、営業社員になったのも医者と知り合うため。当初はジェイミーにそっけない態度で接していた。

## 受賞・ノミネート
| 賞                             | 部門                                    | 候補者                 | 結果       |
| ------------------------------ | --------------------------------------- | ---------------------- | ---------- |
| ゴールデングローブ賞           | 主演男優賞 (ミュージカル・コメディ部門) | ジェイク・ジレンホール | ノミネート |
| ゴールデングローブ賞           | 主演女優賞 (ミュージカル・コメディ部門) | アン・ハサウェイ       | ノミネート |
| サテライト賞                   | 主演男優賞 (ミュージカル・コメディ映画) | ジェイク・ジレンホール | ノミネート |
| サテライト賞                   | 主演女優賞 (ミュージカル・コメディ映画) | アン・ハサウェイ       | 受賞       |
| ワシントンD.C.映画批評家協会賞 | 主演女優賞                              | アン・ハサウェイ       | ノミネート |